# Nogaï (cheval)
Pour les articles homonymes, voir Nogai.
Le Nogaï est une race de chevaux originaire du Daghestan, dans la Russie. Désormais éteint, il était élevé par le peuple nomade Turc du même nom, tant pour la selle que pour la traction, le lait des juments, et la viande. La race fait l'objet d'un commerce florissant avec les Russes, en particulier au XVIIe siècle. Disparu au début du XXe siècle, le Nogaï est à l'origine de la race du Kabardin.

## Histoire
Le Nogaï constitue la race de chevaux sélectionnée par le peuple nomade du même nom, les Nogaïs. Au XVIe siècle, ils s'établissent sur les vastes plaines situées entre la mer Caspienne et le Danube. Le passage de la région sous contrôle russe en 1557 entraîne de fréquentes oppositions entre les Nogaï et les Russes, mais aussi des opportunités de commerce. L'élevage de chevaux a toujours constitué une part importante de leurs activités.
La race Nogaï est issue de croisements entre le vieux cheval du Don et le Tchernomor, deux autres races alors présentes dans la région. Au XVIIe siècle, de fréquentes tractations commerciales concernant ces chevaux ont lieu entre les peuples Nogaï et Russe. Des agents du gouvernement Russe sont chargés annuellement de l'achat des animaux.
Le cheval Nogaï disparaît au début du XXe siècle, en influençant le Kabardin.

## Utilisation
Ces chevaux servaient sous la selle et à la traction, les juments étaient traites pour leur lait, et la viande des animaux est consommée, constituant la principale ressource alimentaire du peuple Nogaï.

## Diffusion de l'élevage
Les Nogaï firent l'objet d'un commerce florissant avec Moscou à partir du XVIe siècle. Le baron Maior, envoyé par l'empereur d'Autriche, note que les Russes qui visitent le marché aux chevaux de Nogaï ne prêtent aucune attention à la morphologie de l'animal, privilégiant sa résistance à l'effort et à la faim, et sa rapidité. L'étude menée par l'université d'Uppsala en 2010 considère le Nogaï comme une race de chevaux locale éteinte.

## Dans la culture
La race Nogaï est citée dans le roman Les Cosaques de Léon Tolstoï.